# 大西洋・コンゴ諸語
大西洋・コンゴ諸語（たいせいようコンゴしょご、英: Atlantic–Congo）は特定の言語群の総称で、ニジェール・コンゴ語族の一語派大西洋・コンゴ語派とも位置づけられるものである。名詞クラスの体系が典型的な同語族の核をなす。大西洋・コンゴ諸語はマンデ諸語、ドゴン諸語、イジョイド諸語、一部のコルドファン語派を除く全てのニジェール・コンゴ語族の基になっている。ムカロフスキー（Mukarovsky）のいう西ニグリティック（West-Nigritic）はおおよそ現代の大西洋・コンゴ諸語と一致する。
コルドファンを除く大西洋・コンゴ諸語は伝統的に大西洋語群とヴォルタ・コンゴ語群に分類されて来たが、いずれも正当な系譜の接点があるかは疑わしい。
右の表では、最も変化している言語（セヌフォ語、クル諸語）は上に書いてあり、変化が少ない言語（クワ語群、ヴォルタ・ニジェール語群、ベヌエ・コンゴ語群）は下に書いてある。かつての大西洋語群はセネガンビア語、バク語、メル語、ゴラ語、リンバ語に分けられているが、動かす根拠となる刊行物がないためそのまま隣り合わせに並べられている。ヴォルタ・コンゴ語群（サヴァンナ語からベヌエ・コンゴ語）はクル語やセヌフォ語を除きそのままの状態である。クワ語群やサヴァンナ語群の括りが無効であると証明されれば、言語系統樹はより複雑なものになると思われる。
まだ分析が不十分な言葉にバヨトゥ語やブング語があり、新たな語派を作ることになるかも知れない。
グロットログ（2013年）はコルドファン語派（ラフォファ語、タロディ語、ヘイバン語）や分類困難なラール語を認めておらず、大西洋・コンゴ諸語に入るか疑問としている。また同サイトはこれらの言語を大西洋・コンゴ諸語に入れたとしてもニジェール・コンゴ語族には入れないとしている。